# Lady Moura
Le Lady Moura est un yacht de luxe. Avec une longueur de 105 mètres, il est le 23e plus grand yacht privé en 2011. Il est la propriété de Ricardo Salinas Pliego (en).

## Histoire
Lancé en 1990, le Lady Moura est le résultat de 4 années de travail entre le designer italien et architecte Luigi Sturchio et Blohm & Voss. L'intérieur et l'extérieur du navire ont été conçus par Luigi Sturchio alors que Blohm & Voss fut responsable de l'aspect ingénierie.
Le yacht dispose de son propre hélicoptère à bord, un Sikorsky S76B.
Lady Moura est réputé pour avoir coûté plus de 200 millions de dollars. Il a un équipage de 60 personnes et dispose de sa propre plage avec sable, d'une piscine avec toit rétractable et d'une table de salle à manger de près de 25 mètres créée par Viscount Linley.
Le mobilier des espaces de vie du propriétaire et des invités a été spécialement conçu en Italie et installé à Hambourg sous la supervision de Luigi Sturchio. L'aménagement des lieux de vie de l'équipage ont eux été faits par Blohm & Voss.
À l'origine conçu pour mesurer 124 mètres, le navire sera réduit à 105, taille maximale admissible au port Hercule de Monaco. À l'arrière, de part et d'autre de la plate-forme d'accès ainsi que sur les flancs des ponts supérieurs, s'étale le nom du navire en lettres d'or massif 24 carats.
Le Lady Moura est le plus souvent mouillé au port de Monaco durant les mois d'été et à Palma de Majorque au printemps et à l'automne.
Le Lady Moura s'échoue dans la baie de Cannes le 20 mai 2007 non loin du Palais des festivals et des congrès de Cannes au moment de la 60ème édition du Festival, obligeant à son remorquage vers un chantier de Gibraltar et provoquant une légère pollution locale.
Son propriétaire initial,  Nasser al-Rashid, ayant payé une partie des 17 millions de dollars pour refaire le Phocéa (le bateau de son ex-femme Mouna Ayoub, le plus grand yacht à voile du monde) par la vente du Mouna, un diamant de 112 carats, ce qui faisait partie de l'accord de divorce, a mis en vente le Lady Moura pour la somme de 125 millions de dollars.
Le bateau a été vendu au mexicain Ricardo Salinas Pliego (en) par la société Camper & Nicholsons (en).

## Caractéristiques
La coque et la superstructure du navire sont faites en acier. La propulsion est assurée par 2 moteurs diesel KHD-MWM, chacun délivrant une puissance de 5 050 kW et des propulseurs orientables permettent une vitesse dépassant les 20 nœuds. Un système hydraulique contrôle les portes, les volets, les toits, les plateformes de baignade, les passerelles et les bras élévateurs. Les annexes, ancres, radeaux de survie et feux de navigation sont masqués pour ne pas nuire à l'esthétique du navire.
- Longueur hors-tout 105 m
- Largeur : 18,5 m
- Tirant d'eau : 5,5 m
- Vitesse : 20 nd
- Lancement : 1990
- Propriétaire : Nasser Al-Rashid
- Constructeur : Blohm & Voss, Allemagne
- Architecte naval : Luigi Sturchio - Diana Yacht Design
- Coque : acier
- Moteurs : 2 × 6 868 ch Deutz-MWM
- Moyen annexes : hélicoptère à bord
- 13e plus grand yacht privé en 2005, 19e en 2008

- Le nom du bateau écrit sur tribord et sur la poupe ainsi que l'écusson de son anneau portuaire sont gravés dans de l'or 24 carats[5]